# بیویل
بیویل (به فرانسوی: Beuil) یک کمون در فرانسه است که در canton of Guillaumes واقع شده‌است. بیویل ۷۵٫۶۵ کیلومتر مربع مساحت دارد.